# Västra Magsjön
Västra Magsjön är en sjö i Flens kommun och Strängnäs kommun i Södermanland och ingår i Nyköpingsåns huvudavrinningsområde. Sjön har en area på 0,326 kvadratkilometer och ligger 43 meter över havet. Sjön avvattnas av vattendraget Moraån.

## Delavrinningsområde
Västra Magsjön ingår i det delavrinningsområde (656727-156175) som SMHI kallar för Utloppet av Västra Magsjön. Medelhöjden är 57 meter över havet och ytan är 7,14 kvadratkilometer. Räknas de 2 avrinningsområdena uppströms in blir den ackumulerade arean 14,64 kvadratkilometer. Moraån som avvattnar avrinningsområdet har biflödesordning 3, vilket innebär att vattnet flödar genom totalt 3 vattendrag innan det når havet efter 94 kilometer. Avrinningsområdet består mestadels av skog (77 procent). Avrinningsområdet har 0,32 kvadratkilometer vattenytor vilket ger det en sjöprocent på 4,5 procent.